# برايان هايلاند
برايان هايلاند (بالإنجليزية: Brian Hyland)‏ هو عازف قيثارة ومغني أمريكي، ولد في 12 نوفمبر 1943 في Woodhaven, Queens ‏ في الولايات المتحدة.

## وصلات خارجية
- الموقع الرسمي
- برايان هايلاند على موقع IMDb (الإنجليزية)
- برايان هايلاند على موقع ميوزك برينز (الإنجليزية)
- برايان هايلاند على موقع أول ميوزيك (الإنجليزية)
- برايان هايلاند على موقع ديسكوغز (الإنجليزية)